# عكيفا بن يوسف

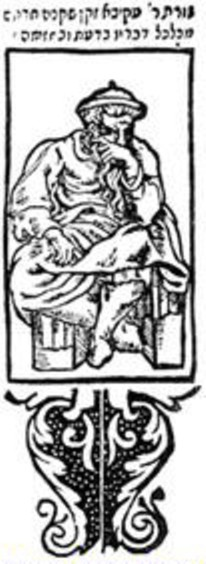
تصوير لعكيفا بن يوسف مانتوا هاجادا (1568)

عكيفا بن يوسف (حوالي 40 – 137 ميلاديا) المعروف باسم الحاخام عكيفا ((بالعبرية: רבי עקיבא‏))، كان تانا في الحقبة الأخيرة من القرن الأول الميلادي وبداية القرن الثاني الميلادي (الجيل الثالث من التنانيين). ولقد كان رجلا ذا نفوذ عظيم فيما يخص التراث اليهودي، وواحدا من أكثر المساهمين المركزيين والأساسيين في دراسة المشناه وشروح مدراش هلخاه. وهو مشار إليه في التلمود باعتباره "Rosh la-Chachamim" (رئيس جميع الحكماء). وهو يعتبر بحكم التقليد واحدا من أوائل المؤسسين للحاخامية اليهودية. كما أنه الحكيم السابع الأكثر ذكرا بشكل متكرر في المشناه.

## وفاته
تم الحكم عليه بالإعدام سلخا في سنة 137 ميلادية.